# Catwoman
Catwoman, il cui vero nome è Selina Kyle, è un personaggio dei fumetti creato da Bob Kane e Bill Finger nel 1940, pubblicato dalla DC Comics.
Dedita al furto e originariamente creata come avversaria di Batman, con il passare degli anni il personaggio ha acquisito caratteristiche di bontà e di solidarietà diventando un'eroina-antieroina sebbene a volte torni a svolgere le sue attività da ladra. Esordì insieme a Joker, l'arcinemico di Batman, proprio sul primo numero della saga omonima. L'idea che spinse all'introduzione nella serie del personaggio fu quella di affiancare all'eroe un nemico di sesso femminile che potesse però complicare il loro rapporto iniziando, in futuro, una possibile relazione amorosa. L'idea, in effetti vincente, venne ripresa più e più volte dagli autori successivi, soprattutto in epoca post-Crisis.
Alla sua prima apparizione non indossava nessun costume pittoresco: l'idea di vestirla come un gatto nacque dalla sua seconda apparizione in poi; Catwoman è forse il personaggio dei fumetti ad aver cambiato più look nel corso del tempo.
Catwoman si è classificata all'11º posto nella lista dei "100 maggiori cattivi dei fumetti di tutti i tempi" di IGN, e al 51º nella lista dei "100 più grandi cattivi di tutti i tempi" della rivista Wizard. Al contrario, si è classificata 20ª nella lista dei "100 maggiori eroi dei fumetti di tutti i tempi" di IGN, e 23ª nella lista delle "100 donne più sexy dei fumetti" di Comics Buyer's Guide.

## Biografia del personaggio

### Golden Age
Catwoman, chiamata inizialmente "Gatta", appare per la prima volta nel 1940, in Batman n. 1; è una misteriosa ladra di gioielli assunta per commettere un furto con scasso, che si traveste da anziana finché Batman non la smaschera. Sebbene non indossi ancora il suo iconico costume, vengono già stabilite le caratteristiche che rimarranno tipiche del personaggio nel corso degli anni, ovvero il suo essere una ladra femme fatale che si inimica e allo stesso tempo attira Batman; è infatti implicato fortemente che l'eroe la lasci scappare deliberatamente bloccando Robin quando cerca di fermarla. Compare anche in Batman n. 2 e 3, dove riesce sempre a scappare alla cattura.
In Batman n. 62 (dicembre 1950), mentre si inseguono nella Batcaverna, Catwoman salva Batman da un crollo di macerie e viene colpita in testa; viene rivelato che la donna era un'assistente di volo amnesica che si è data al crimine dopo aver subito una botta in capo durante un incidente aereo. Tale versione viene smentita in The Brave and the Bold n. 197 (aprile 1983), dove Catwoman ammette di aver inventato la storia dell'amnesia per potersi allontanare dalla sua vita criminale. In seguito a ciò si riforma per diversi anni, finché decide di tornare a darsi al crimine in Detective Comics n. 203 (gennaio 1954), dopo che un giornale pubblica dei resoconti delle passate avventure di Batman che la portano a essere derisa da altri criminali.
Dopo il 1954 Catwoman smette di apparire fino al 1966 a causa della sua violazione del Code Authority imposto sui fumetti (che imponeva il divieto di far simpatizzare il pubblico con il "cattivo" di turno e la rappresentazione "realistica" delle donne senza esagerare alcuna qualità fisica).
Negli anni settanta una serie di storie ambientate sulla Terra-Due (una Terra parallela considerata la "casa" dei personaggi della Golden Age della DC) rivelano che, in quel mondo, Selina negli anni cinquanta ha rinunciato al crimine e si è sposata con Bruce Wayne, con il quale ha avuto una figlia, Helena Wayne (la Cacciatrice). In The Brave and the Bold n. 197 viene definito il passato di Catwoman: lasciò il marito a causa di un matrimonio infelice, ma l'uomo conservò i suoi gioielli in un caveau privato e Selina fu costretta a rubarli. L'esperienza le piacque tanto da decidere di diventare una ladra professionista, travestendosi con un costume ispirato ai gatti.
Sulla Terra-Due Selina muore alla fine degli Anni Settanta dopo essere stata costretta a tornare in azione come Catwoman sotto ricatto di Silky Cernak, il suo ex subalterno; in DC Super-Stars n. 17 (dicembre 1977), viene uccisa da uno scagnozzo di Cernak e muore tra le braccia di Bruce. L'episodio porta Helena a diventare la Cacciatrice per assicurare Cernak alla giustizia.

### Silver Age
Diverse storie degli Anni Settanta mostrano Catwoman commettere degli omicidi, nonostante le sue versioni della Terra-Uno e Terra-Due non avrebbero mai commesso tale gesto. Tale versione di Catwoman viene successivamente relegata al mondo alternativo della Terra-B, una Terra che include storie non considerate canoniche su Terra-Uno e Terra-Due.

### Modern Age
Le origini di Catwoman e il personaggio stesso vengono rivisitate nel 1987 con la pubblicazione di Batman: Anno uno di Frank Miller e David Mazzucchelli. In questa versione Selina lavora come prostituta dominatrice e si occupa di una prostituta bambina di nome Holly Robinson. Decide di lasciare la prostituzione con Holly e si dà al furto con scasso per ottenere denaro, derubando uomini ricchi e potenti di Gotham con indosso un travestimento ispirato ai gatti. Viene salvata da Batman dopo essere stata scoperta dal boss mafioso Carmine Falcone mentre cerca di derubarlo, sebbene riesca a sfregiare in modo permanente Falcone con i suoi artigli di metallo.
La miniserie Catwoman del 1989 scritta da Mindy Newell ampia le origini del personaggio presentata in Anno uno; in particolare, mostra come Selina salvi sua sorella Maggie, una suora, uccidendo il suo ex magnaccia che l'aveva presa di mira per vendicarsi dell'abbandono di Selina, facendola franca per l'omicidio.
Catwoman n. 69 fornisce dettagli sull'infanzia di Selina: sua madre era un'alcolizzata che preferiva i gatti a lei e si suicidò quando Selina era piccola. Il padre la trattò freddamente in quanto l'accusava della morte della madre e, dopo che morì a sua volta, Selina trascorse del tempo vivendo per le strade prima di essere mandata in orfanotrofio e poi in un carcere minorile. A tredici anni Selina scopre che l'amministratore del riformatorio ha sottratto dei fondi; quando lo affronta sull'argomento, l'uomo cerca di ucciderla chiudendola in un sacco e gettandola in un fiume. Selina riesce a liberarsi e minaccia di denunciare l'amministratore a meno che lui non cancelli il nome "Selina Kyle" dai registri della città, per poi rubare la collana di diamanti dell'uomo e fuggire. La ragazza viene accolta in una banda di giovani delinquenti dove impara a rubare, ma poi scappa con la sua amica Sylvia per sfuggire ai maltrattamenti della leader del gruppo. Le due sono costrette a prostituirsi per mantenersi, ma Sylvie si allontana da Selina in quanto risentita dal fatto che quest'ultima non le abbia chiesto cosa le fosse successo per mano del suo primo cliente violento.
Nella storia Catwoman: Anno uno Selina, adulta, diventa famosa come ladra. Tuttavia, in seguito a un disastroso furto con scasso, accetta l'offerta di nascondersi come dominatrice per un magnaccia nella speranza di indurre i clienti a divulgare informazioni che in futuro potrebbero essere usate per altri crimini. Nello stesso periodo, Selina viene allenata nelle arti marziali e ottiene in dono da un cliente un gatto a nove code.
In Batman: Vittoria oscura Selina afferma di sospettare di essere la figlia illegittima di Carmine Falcone; tale presunto legame viene esplorato ulteriormente nella miniserie Catwoman: Vacanze romane e, sebbene ci siano diversi indizi che indicano che Selina sia la secondogenita di Falcone data in adozione in America, non esistono prove definitive che lo confermano appieno.
Durante Batman: Il lungo Halloween, Selina Kyle sviluppa una relazione con Bruce Wayne, riuscendo a salvarlo da Poison Ivy nei panni di Catwoman. La loro frequentazione sembra concludersi il 4 luglio, quando Bruce rinuncia le sue avances sia come Wayne che come Batman.
Nella saga Batman: Knightfall, Bane avvicina Catwoman chiedendole di lavorare per lui, ma lei rifiuta e successivamente parte con Bruce per Santa Prisca. Successivamente, nella saga Batman: Knightquest, è tra le poche persone a rendersi conto che Batman è in realtà Azrael e assiste al ritorno del vero Batman.

#### Serie solista suCatwoman
Nel 1993 viene pubblicata la prima serie da solista su Catwoman, realizzata da diversi scrittori e principalmente disegnata da Jim Balent; in essa il personaggio è una ladra internazionale, occasionalmente cacciatrice di taglie, con un codice morale ambiguo.
La serie approfondisce le sue origini, la sua infanzia difficile e la sua formazione con Ted Grant, "Wildcat".
Trasferitasi a New York City, Selina diventa la vicepresidente aziendale delle Randolf Industries (una società con rapporti con la mafia), per poi diventare la sua CEO attraverso ricatto. Cerca di utilizzare la sua posizione per candidarsi come sindaco di New York, ma il Trickster svela il suo alter ego criminale.
Successivamente Selina torna a Gotham durante gli eventi di Terra di Nessuno e, come Catwoman, assiste Batman contro Lex Luthor nella ricostruzione della città; viene arrestata dal commissario Jim Gordon, ma evade di prigione. Selina mostra un comportamento sempre più irregolare e si scopre che ha sviluppato una forma di disturbo della personalità dopo essere stata esposta alla tossina della paura dello Spaventapasseri, portandola ad agire sotto un'identità simile a quella di sua sorella Maggie. Poco dopo scompare e viene creduto che sia stata uccisa dall'assassino Deathstroke al termine della serie da solista.
Selina riappare in un'altra serie della Detective Comics, n. 759-762; nella storia il detective privato Slam Bradley tenta di indagare su quanto davvero accaduto a Selina. Ciò porta alla nuova serie Catwoman del 2001 nella quale Selina, affiancata da Holly e Bradley, diventa la protettrice degli abitanti dell'East End di Gotham continuando nel mentre a svolgere la sua carriera di ladra.
In Batman: Hush Batman e Catwoman lavorano insieme per breve tempo e hanno una relazione romantica durante la quale Bruce le rivela la sua vera identità, che si interrompe quando lui sospetta che sia stata manipolata dall'Enigmista e da Hush. Si tratta della seconda storia in cui Selina viene a sapere della vera identità di Batman dopo una autoconclusiva dei primi anni ottanta.
Nell'arco narrativo Crisi di coscienza di Justice League, Catwoman collabora con Batman e la Lega della Giustizia contro la Società Segreta dei Supercriminali, di cui è stata brevemente membro.

#### Rivelazioni sconvolgenti
Catwoman appare completamente riformata e sinceramente innamorata di Batman, pur mantenendo un comportamento sfacciato e imprevedibile. Successivamente Selina apprende che il suo cambiamento è dovuto a un lavaggio del cervello fattole da Zatanna, una procedura nota per influenzare fisicamente o anche incapacitare fisicamente i soggetti. La maga non dà una spiegazione per le sue azioni, ma in un flashback viene poi rivelato che ha agito con il consenso e l'approvazione di cinque dei sette membri della Lega della Giustizia. Catwoman, furiosa, la imbavaglia e spinge fuori da una finestra.
Ancora incerta sulla propria persona, Selina deve affrontare il supercriminale Maschera Nera (alleatosi con Sylvia, la quale vuole vendicarsi dell'ex amica), che minaccia le persone più importanti per la donna; oltre a prendere di mira Bradley e Holly, Maschera Nera porta a impazzire Maggie torturando a morte suo marito e costringendola a mangiare i suoi bulbi oculari. Il criminale è convinto che Selina si attenga alla rigorosa regola di non uccidere e viene colto di sorpresa quando lei lo uccide per vendicarsi. L'azione tormenta Selina per lungo tempo (come mostrato in Un anno dopo) e viene sotteso che sia la prima volta che la donna uccide direttamente qualcuno.
In seguito agli eventi di Crisi Infinita, il DC Universe fa un salto in avanti nel tempo. Dopo gli eventi di Un anno dopo, Selina ha abbandonato i panni di Catwoman, ha lasciato l'East End e ha avuto una figlia di nome Helena, il cui padre è implicitamente Bruce Wayne. Selina cerca di condurre una vita normale sotto l'alias di Irena Dubrovna per occuparsi della figlia, mentre il ruolo di Catwoman viene assunto da Holly.
Pur prendendo molto seriamente il suo nuovo incarico da madre, Selina non riesce ad abbandonare l'identità di Catwoman, che riveste pochi giorni dopo la nascita di Helena per una corsa sui tetti; venendo vista con Holly, la notizia dell'esistenza di due Catwoman si diffonde rapidamente. I criminali Film Freak e Angle Man deducono la vera identità di Selina e minacciano Helena, ma Selina riesce a salvare la figlia e convince Zatanna a cancellare la memoria dei malviventi.
Selina viene poi informata che Holly è stata arrestata per l'omicidio di Maschera Nera, quindi si infiltra alla stazione di polizia per liberarla. Viene ipotizzato che Selina possa aver avuto Helena con Sam Bradley Jr., figlio del detective Bradley, sebbene non sia certo.
Successivamente, in Amazons Attack!, Batman chiede a Catwoman di infiltrarsi nella violenta tribù delle Amazzoni Bana per sventare un attacco terroristico a Gotham. Selina mette in dubbio di crescere la figlia in quanto la sua vita di Catwoman ha già dimostrato di essere un pericolo per la bambina, quindi chiede a Batman di aiutarla a mettere in scena la morte sua e di Helena per poi darla in adozione. Un mese dopo, Catwoman chiede a Zatanna di cancellarle i ricordi di Helena e farla tornare con una mentalità criminale, ma Zatanna rifiuta ritenendolo un atto crudele e le spiega che Selina ha imboccato da sola la strada per diventare un eroe. Selina decide di diventare una delle Outsiders di Batman, ma abbandona rapidamente il ruolo venendo sostituita da Batgirl.

#### Salvation Run
In Salvation Run n. 2, Catwoman viene mandata sul pianeta prigione. Si allea con Lex Luthor nel tentativo di tornare sulla Terra e finisce erroneamente su un universo alternativo in cui Catwoman è una famigerata criminale. Successivamente viene rivelato che questa Terra è una creazione della sua stessa mente e che non ha mai davvero lasciato il pianeta prigione. Quando viene accusata di essere una traditrice da Luthor, rivela che Martian Manhunter si sta fingendo Blockbuster, cosa che presto porterebbe alla morte dell'eroe.
Usando la fiducia che ha riguadagnato agli occhi di Luthor, riesce a tornare sulla vera Terra con una macchina di teletrasporto truccata e riprende la sua carriera da eroe pur ricadendo occasionalmente nel furto su commissione per puro gusto del pericolo.

#### Cuore di Hush
Selina diventa incerta sulla decisione di continuare la sua relazione con Batman e ne parla con Jezebel Jet, attuale fidanzata di Bruce, e con Zatanna. Quest'ultima è a sua volta innamorata di Wayne, ma spinge Selina ad aprirsi con lui. Il supercriminale Hush origlia la conversazione e prende di mira entrambe le donne per ferire Bruce, il suo nemico.
In Detective Comics n. 848 (novembre 2008) Hush attacca Selina, la rapisce, le rimuove chirurgicamente il cuore e poi la consegna in forma anonima ad un ospedale di Gotham. Batman va alla ricerca di Hush per riottenere il cuore di Selina, mentre la donna viene lasciata alle cure del dottor Mid-Nite.
Batman recupera l'organo e Mid-Nite lo ripristina nel corpo della donna, ma teme che non potrà più tornare a fare acrobazie sui tetti come prima. Mentre Selina è in coma incontra Zatanna, che si scusa di non averla avvertita del pericolo di Hush spiegandole di essere stata distratta dalla felicità per la sua relazione con Bruce, poi le consegna una boccetta di aloe vera per curare le cicatrici post-operatorie, facendo intendere che contiene una magia per aiutarla nella guarigione. Selina teme di tornare a essere sola e, nel mentre, Bruce la visita confessando il suo amore credendola ancora priva di sensi; la donna rivela di essere sveglia e di aver ascoltato il discorso.

#### Batman R.I.P.
Durante gli eventi di Batman RIP, la storia d'amore tra Selina e Bruce dura solo una notte perché Bruce deve continuare a fingere di essere l'amante di Jezebel come parte di un piano volto a far cadere il Guanto Nero. Mentre si sta ancora riprendendo dalle ferite, Selina fa un'altra rapina e decide di vendicarsi di Hush. Con l'aiuto di alcuni alleati da entrambe le parti (Oracolo, Holly Robinson, Poison Ivy, Harley Quinn e Slam Bradley), Selina attinge alle risorse di Hush, lasciandolo senza un soldo a soffrire per i danni fisici riportati nello scontro con Batman.

#### Battaglia per il mantello
In Batman: Battaglia per il mantello, Selina fa parte della squadra di Nightwing e Robin conosciuta come "la Rete" e sconfigge una banda di criminali prima di vedere Tim Drake vestito con l'uniforme di Batman, venendo inizialmente colta di sorpresa.

#### Batman: RinascitaeGotham City Sirens
Nel primo numero di Gotham City Sirens, Selina incontra Bonebuster, un nuovo criminale che sta cercando di farsi un nome, e viene salvata da Poison Ivy. Selina, temendo i molti pericoli di una Gotham post-Batman, propone un'alleanza tra lei, Ivy e Harley Quinn, ma Ivy accetta a condizione che Selina venga sottoposto a delle droghe affinché possa scoprire l'identità del vero Batman. Selina resiste grazie a un precedente incontro con Talia al Ghul in Tibet durante il quale aveva fatto sì che non rivelasse mai la vera identità di Batman. Al termine dell'interrogatorio di Ivy, Selina vede in tv Harley con Bruce Wayne e riconosce che è Hush sotto mentite spoglie.

#### La notte più nera
Durante gli eventi della Notte più nera, Selina viene attaccata da Maschera Nera appena rinato come membro del Corpo delle Lanterne Nere. Il criminale la risparmia per farla soffrire ulteriormente e lei si dirige all'istituto mentale dove si trova Maggie intuendo che voglia prenderla di mira; la sorella si risveglia dal coma in cui si trovava e Selina l'aiuta a scappare attraverso fogne. Durante la fuga, Maggie accusa rabbiosamente Selina di aver rovinato a entrambe la vita il giorno in cui ha deciso di diventare Catwoman. Le donne cadono in una trappola di Maschera Nera che intende cavare gli occhi a Maggie e farli mangiare a Selina, ma Harley e Ivy intervengono e le salvano, mentre Maggie fugge e impazzisce ulteriormente, arrivando ad aggredire una suora dell'ospedale psichiatrico per rubarle l'abito, progettando di uccidere Catwoman per "liberare" l'anima di Selina. Maggie assume l'identità di "Sorella Zero" e cerca di assassinare Selina, ma fugge nuovamente dopo essere stata sconfitta dalle Sirene. Mantiene comunque i suoi oscuri propositi, intendendo esorcizzare il presunto demone-gatto all'interno di Selina.

#### Il ritorno di Bruce Wayne
Durante una missione delle Sirene in assistenza di Zatanna, il gruppo subisce un'imboscata di una creatura fatta di fango che trascina Selina sotto terra. Talia rivela alle Sirene che poche ore prima un individuo misterioso aveva offerto un'enorme ricompensa a chiunque potesse rapire e consegnargli Catwoman, così da penetrare nella sua mente e scoprire la vera identità di Batman. I rapitori di Selina (Shrike e un nuovo criminale di nome Sempai) cercano di mettere in atto il loro piano, ma vengono fermati dalle altre Sirene.
Una volta che Selina viene liberata, Talia ordina a Zatanna di cancellarle l'identità di Bruce dalla memoria, ritenendola una conoscenza troppo pericolosa per lei da gestire. Inizialmente le due donne tentano di rimuoverle il ricordo contro la sua volontà, ma Zatanna finisce per rifiutarsi e scontrarsi con Talia per proteggere Selina. Talia cerca di uccidere Selina prima di scomparire, ma sopravvive e poi si riunisce con Bruce quando torna nel presente.
Dopo aver rubato il contenuto di una cassaforte appartenente alla famiglia criminale Falcone, Selina torna a casa e trova Kitrina, una giovane artista della fuga figlia perduta di Carmine Falcone, la quale le spiega di aver rubato senza saperlo una mappa che descrive in dettaglio la posizione del bunker sotterraneo del nuovo Maschera Nera. Selina decide di catturare il criminale per rivendicare la taglia di 50 milioni di dollari sulla sua testa e rinchiude Kitrina in una stanza per tenersi la mappa. Successivamente chiama Batman a casa sua per consegnare la ragazza alla polizia, ma scopre che Kitrina è riuscita a liberarsi e a rubare la mappa, impressionando Selina.
Dopo una battaglia con Maschera Nera e i suoi scagnozzi, al termine del quale nessuna delle due donne riesce a reclamare la taglia, Selina accetta di prendere Kitrina come sua nuova spalla dal nome di Catgirl. Quando Bruce torna dal passato, fonda la Batman Incorporated, un team globale di Batman; Selina accompagna Batman in una missione per irrompere nell'armeria del dottor Sivana e poi si reca con lui a Tokyo per reclutare un rappresentante giapponese per la Batman Inc. Catwoman assiste Batman per impedire ad Harley Quinn di far evadere Joker dall'Arkham Asylum, dopodiché si separa da Poison Ivy per il suo precedente tentativo di drogarla per scoprire la vera identità di Batman.
Poco tempo dopo, Poison Ivy e Harley Quinn si alleano per vendicarsi di Catwoman per l'abbandono subito. Durante lo scontro, Catwoman dice loro che sa che hanno del buono e che vuole solo aiutarle, poi impedisce a Batman di arrestarle permettendo loro di scappare.

#### The New 52/Catwoman(vol. 4)
Nel 2011, la DC Comics ha rilanciato i suoi principali titoli di supereroi sotto il nome di The New 52, rivedendo e aggiornando le storie dei personaggi. Il nuovo titolo mensile incentrato su Catwoman si concentra sui primi giorni di Selina sotto l'identità di Catwoman; lei e Batman hanno una relazione e il primo numero si conclude con un rapporto sessuale tra i due. Le sue origini sono attinte dalla versione di Batman - Il ritorno.
Successivamente Steve Trevor offre a Catwoman un posto nella nuova Lega della Giustizia di Amanda Waller e lei accetta dopo che Trevor promette di aiutarla a rintracciare una persona. Viene poi rivelato che Catwoman è stata scelta appositamente come membro della JLA per sconfiggere Batman nel caso la JLA avesse mai avuto bisogno di sconfiggere la Lega della Giustizia originale. Le squadre finiscono per scontrarsi nel crossover La Guerra della Trinità.
Nella continuità Terra-Due, Selina e Bruce si sono sposati e la loro figlia, Helena Wayne, è la Robin di quell'universo, mentre Selina si è redenta o non è mai stata una supercriminale. Viene rivelato che in quella realtà Selina è stata uccisa mentre cercava di fermare quello che credeva fosse un traffico di esseri umani.

#### Keeper of the CastleeInheritance
Dal 2014 al 2015, la scrittrice di fantascienza Genevieve Valentine ha scritto un arco narrativo di dieci numeri incentrato sull'impero criminale di Selina come boss del crimine di Gotham City. Dopo gli eventi di Batman Eternal, Selina assume il controllo della famiglia criminale Calabrese dopo la rivelazione che si tratta della figlia di Rex Calabrese. In questo lasso di tempo smette di indossare i panni di Catwoman, venendo sostituita da Eiko Hasigawa, erede della famiglia rivale Hasigawa. Le due donne hanno spesso discussioni sulla questione e sulla moralità delle loro azioni, dimostrando anche un'attrazione romantica reciproca.

#### Rinascita
Nel giugno 2016, l'evento Rinascita ha portato nuovamente al rilancio dell'intera linea dei fumetti di supereroi della DC Comics con revisioni parziali delle storie dei personaggi. Catwoman assume un ruolo di primo piano nel terzo volume di Batman. Nel dicembre 2017, la DC Comics ha posto fine al marchio di Rinascita. La serie esplora le origini di Selina attraverso una serie di flashback e lettere scambiate tra lei e Bruce: i genitori di Selina sono morti quando lei era piccola e, pur venendo affidata a diverse famiglie, scappa sempre per tornare in orfanotrofio.
Dopo aver assunto i panni di Catwoman, Selina viene avvicinata da Kite Man per assistere il Joker in una guerra tra bande contro l'Enigmista ma lei rifiuta. La donna, che ha già una relazione romantica con Batman, aiuta l'eroe a spiare il Joker e resta vittima di un attentato a cui sopravvive. Successivamente viene arrestata da Batman per essersi proclamata colpevole dell'uccisione di più di duecento terroristi di un gruppo chiamato Cani da Guerra, responsabili del bombardamento dell'orfanotrofio della sua infanzia.
Catwoman ricompare in Batman (vol. 3) n. 9, dove si scopre che è stata imprigionata all'Arkham Asylum per i presunti omicidi dei Cani da Guerra. Batman è determinato a dimostrare l'innocenza di Selina e fa un patto con Amanda Waller per farla uscire dal braccio della morte così da farsi aiutare in una missione a Santa Prisca volta a trovare lo Psico-Pirata, dopodiché Batman e Catwoman tornano a Gotham ma Selina fugge dalla custodia. Batman indaga sugli omicidi dei terroristi di cui è accusata e deduce che la vera responsabile è Holly Robinson, cresciuta in orfanotrofio con Selina. Dopo essere stato attaccato da Holly, Batman viene salvato da Selina.
Bruce chiede a Selina di sposarlo alla fine di Batman (vol. 3) n. 24, ma lei non risponde; nel numero 32, accetta la proposta. I due si dirigono a Khadym, dove si è diretta Holly per riabilitare il nome di Selina, e affrontano Talia al Ghul.
Batman Annual (vol. 3) n. 2 (gennaio 2018) è incentrato sullo sviluppo della relazione tra Batman e Catwoman, dagli inizi fino al matrimonio e alla vecchiaia, quando Bruce muore assistito da Selina.
Il giorno del loro matrimonio, Selina decide di non presentarsi all'altare perché si rende conto che ciò potrebbe portare via a Bruce quello che lo rende Batman; la decisione si rivela dovuta alle manipolazioni di Holly sotto istruzioni di Bane per spezzare lo spirito di Batman. Selina lascia poi Gotham e inizia una nuova vita in California, affrontando l'opposizione dell'avida famiglia Creel.
Catwoman riappare in City of Bane, riunendosi con Bruce dopo la sconfitta di quest'ultimo contro Bane e contro suo padre Thomas Wayne nella realtà di Flashpoint. La coppia va a Parigi per permettere a Bruce di riprendersi, interrompono una spedizione di Venom diretta a Bane e hanno modo di riconciliarsi. In seguito fanno ritorno a Gotham e sconfiggono tutti i nemici di Batman schierati con Bane, per poi affrontare e sottomettere lo stesso Bane. I due vengono catturati da Thomas che, nel tentativo di spezzare lo spirito di Bruce, gli mostra il cadavere di Alfred Pennyworth, appena ucciso. Tuttavia, Bruce e Selina riescono a sconfiggere Thomas sfruttando Scarface e Psico-Pirata.

## Relazioni

### Batman
Spesso viene mostrato che i due hanno una relazione romantica essendo entrambi vigilanti. Sebbene Bruce Wayne nel corso degli anni abbia avuto relazioni con molte donne, queste ultime tendono a essere di breve durata, mentre l'attrazione tra Batman e Catwoman è presente in quasi tutte le versioni in cui i due personaggi appaiono.
In una storia dei primi anni ottanta, Selina e Bruce hanno una relazione seria a tal punto che lui le rivela la sua identità segreta; tuttavia, un cambiamento del team editoriale ha rapidamente posto fine a tale arco narrativo.
Bruce Wayne e Selina Kyle sviluppano una relazione in abiti civili durante Batman: Il lungo Halloween e Selina (come Catwoman) salva Bruce dal controllo di Poison Ivy. Tuttavia, la loro relazione finisce il 4 luglio, quando Bruce rifiuta le avances della donna sia come Bruce che come Batman. In Batman: Vittoria oscura la costringe a lasciarlo per sempre e ad allontanarsi da Gotham per un po'.
Quando i due si incontrano molti anni dopo, in Batman: Hush, Bruce afferma che non hanno più una relazione; l'arco narrativo vede però Batman e Catwoman collaborare come alleati contro gli avversari più famosi dell'Uomo Pipistrello e la riaccensione della loro passione, a tal punto che Batman rivela alla donna la sua vera identità.
Con l'introduzione del Multiverso della DC Comics negli anni sessanta, la DC ha stabilito che le storie della Golden Age hanno come protagonista il Batman Terra-Due, il personaggio di un mondo parallelo. Questa versione di Batman si sposa con la Catwoman di Terra-Due, che si è redenta dal suo passato criminale. I due hanno una figlia, Helena Wayne, che come Cacciatrice diventa insieme a Dick Grayson (il Robin di Terra-Due) la protettrice di Gotham quando Wayne si ritira dal ruolo da vigilante per diventare commissario di polizia, finché non viene ucciso mentre indossa un'ultima volta i panni di Batman.
Batman e Catwoman hanno un rapporto sessuale in cima a un edificio in Catwoman (vol. 4) n. 1 (novembre 2011). Dopo il riavvio della continuità della Rinascita, i due hanno un altro incontro sessuale in Batman (vol. 3) n. 14 (2017). Nel terzo volume di Batman, Selina e Bruce hanno una relazione romantica e dei flashback rivelano che hanno condiviso una storia che sfocia nel matrimonio.

### Altri
Prima della revisione e del rilancio dei personaggi DC con il New 52 dei titoli e dei personaggi dei supereroi della DC Comics, Selina aveva una relazione con Slam Bradley Jr. che dichiarò padre di sua figlia Helena. Tuttavia, è possibile che in realtà il padre sia Bruce Wayne.
Nel febbraio 2015, una trama della scrittrice Genevieve Valentine mostra Selina in una relazione con un'altra collega Catwoman, Eiko Hasigawa.

## Panoramica del personaggio
Inizialmente chiamata "Il Gatto", ha esordito in Batman # 1 (primavera 1940) come una misteriosa ladra, che si rivelò essere una donna giovane e attraente. Sebbene non indossasse il suo iconico costume da gatto, era una femme fatale che si antagonizza e attrae Batman. Alla fine della storia, è implicito che Batman l'abbia lasciata scappare bloccando Robin mentre cercava di starle dietro. Nel 1941, è tornata come "Catwoman". A differenza degli altri criminali di Gotham, lei non è una cattiva tradizionale in quanto è principalmente una ladra di gioielli e non tende ad uccidere innocenti. Inoltre agisce spesso in stile Robin Hood, rubando ai ricchi e dando ai poveri.
Catwoman, il cui vero nome è Selina Kyle, è tra i personaggi più popolari del mondo di Batman. La sua identità segreta è stata rivelata ai lettori in Batman # 62 del 1951. Per molti anni ha prosperato, ma dal settembre 1954 al novembre 1966, Catwoman ha avuto una pausa prolungata a causa dell'installazione della Comics Code Authority. Nel 1954, il Codice conteneva regole riguardanti l'elaborazione e l'introduzione dei personaggi femminili, una censura che non è più in uso. Nei fumetti, altre due donne hanno adottato l'identità di Catwoman oltre a Selina: Holly Robinson ed Eiko Hasigawa.
Dalla sua creazione da parte di Bob Kane e Bill Finger, diverse versioni del personaggio hanno attraversato la cultura popolare. Inizialmente era una ladra degna degli altri avversari di Batman, ma nelle storie successive è stato dimostrato che ha una propria morale e una natura ambigua. Man mano che gli scenari miglioravano e lei diventava più attraente, prese forma una storia d'amore tra lei e il cavaliere oscuro alla fine degli anni '60. A seconda della versione in voga (film, cartoni animati o fumetti) e a seconda dei tempi, l'origine di Selina Kyle è molto diversa: ricca ecologista fanatica dei felini, segretaria uccisa dal suo capo e poi resuscitata dai gatti di strada, donna maltrattata che deve morire per cambiare identità, riprendere il controllo della propria vita e vendicarsi, arrampicatrice sociale di umili origini, ecc.
Catwoman lavora da sola, ma in alcune storie funge da alleata di Batman. Ruba oggetti di valore, ma a volte sa anche comportarsi da eroina e aiutare Batman, anche se spesso i due sono nemici. In molte storie, lei e il Pipistrello hanno una relazione di amore-odio complicata e spesso persino romantica. Nelle storie ambientate nell'universo di Terra-2, Catwoman ha sposato Batman e hanno avuto una figlia di nome Helena, che in seguito divenne la Cacciatrice. In Batman/Catwoman # 12, Batman e Catwoman finalmente si sposano ufficialmente.
Nel 1993, la DC Comics decise che era giunto il momento di dare a Catwoman la sua serie a fumetti. Questa serie, ancora in fase di pubblicazione, la ritrae come un'antieroina, spesso con una filosofia morale utilitaristica, presentando una Catwoman dall'aspetto più moderno, ma più adatta alla vita da scalatrice di Selina Kyle.
Nella cultura popolare occidentale, Catwoman è diventata il simbolo della femme fatale, unendo eleganza, indipendenza, bellezza e ambivalenza. Con Harley Quinn e Poison Ivy, incarna l'aspetto femminista dell'universo di Batman e anche oltre.

## Competenze e abilità
Selina Kyle è tra i migliori ladri, combattenti e acrobati del mondo.
Esperta di rapine a bassa e alta tecnologia, è la ladra più abile della DC Comics e conosce diverse tecniche di evasione o fuga. In associazione con il suo alias, ha una forte affinità per i gatti, che in alcune versioni arrivano a intervenire personalmente per aiutarla e sanno immediatamente che è un'amica. È una maestra del travestimento e facilmente in grado di impersonare e assumere identità multiple. Nella sua prima apparizione, si è atteggiata a una vecchia signora per rubare un prezioso gioiello mentre era su una nave da crociera.
La risorsa più evidente di Selina è la sua straordinaria bellezza. Grazie al suo potente fascino e alle sue astuzie femminili, eccelle nell'ingegneria sociale e nella seduzione. Anche la sua eccezionale intelligenza è ancora più una risorsa. Elabora le informazioni in modo molto rapido ed efficiente ed eccelle nel pensare sul campo. I piani tipici di Catwoman, anche quelli improvvisati, tendono ad essere brillanti, insoliti, audaci e si basano sulla sua capacità di prevedere le azioni dei suoi nemici. Oltre alla sua lingua madre, l'inglese, ha imparato a parlare correntemente la lingua mandarina.
Formidabile nel combattimento corpo a corpo e nelle arti marziali, ha battuto in duello personaggi del calibro di Talia al Ghul e (più di una volta) Batman. È anche in grado di usare armi da fuoco e bianche di vasta gamma. La sua agilità, equilibrio, velocità e riflessi sono probabilmente al livello più alto che può esistere in un essere umano. Anche la sua forza fisica è straordinaria, avendo messo fuori combattimento con due pugni Barry Allen e Wally West quando questi erano sotto il controllo mentale di Poison Ivy.

## Armi e oggetti
Durante la Silver Age, Catwoman, come la maggior parte degli avversari di Batman, utilizzava una gran varietà di armi, veicoli e attrezzature a tema, come un'auto personalizzata a tema gatto chiamata "Cat-illac", caratteristica ripresa nella serie televisiva degli anni sessanta. A partire dalla post crisi, l'arma preferita di Catwoman è diventata la frusta in tutte le sue forme, da quella "standard" al gatto a nove code, in quanto è difficile che, durante uno scontro, l'avversario possa sottrargliela per utilizzarla contro di lei, dato che è necessario saperla usare.

## Altre versioni
Nel crossover Marvel vs DC Catwoman si scontra con la celebre ninja greca Elektra. Nella serie Amalgam i due personaggi vengono fusi formando la ladra ninja Catsai che, assieme a Dare (personaggio femminile nata dalla fusione di Devil con Deathstroke) danno vita alle più pericolose Femme Fatale dell'universo Amalgam, le Assassins. Nella storia Bruce Wayne - Agente dello S.H.I.E.L.D. Catwoman viene fusa questa volta con Madame Hydra, per dare vita a Selina Luthor, figlia del Teschio Verde Lex Luthor (fusione di Lex Luthor con il Teschio Rosso, nemesi storica di Capitan America).

## Altri media

### Animazione

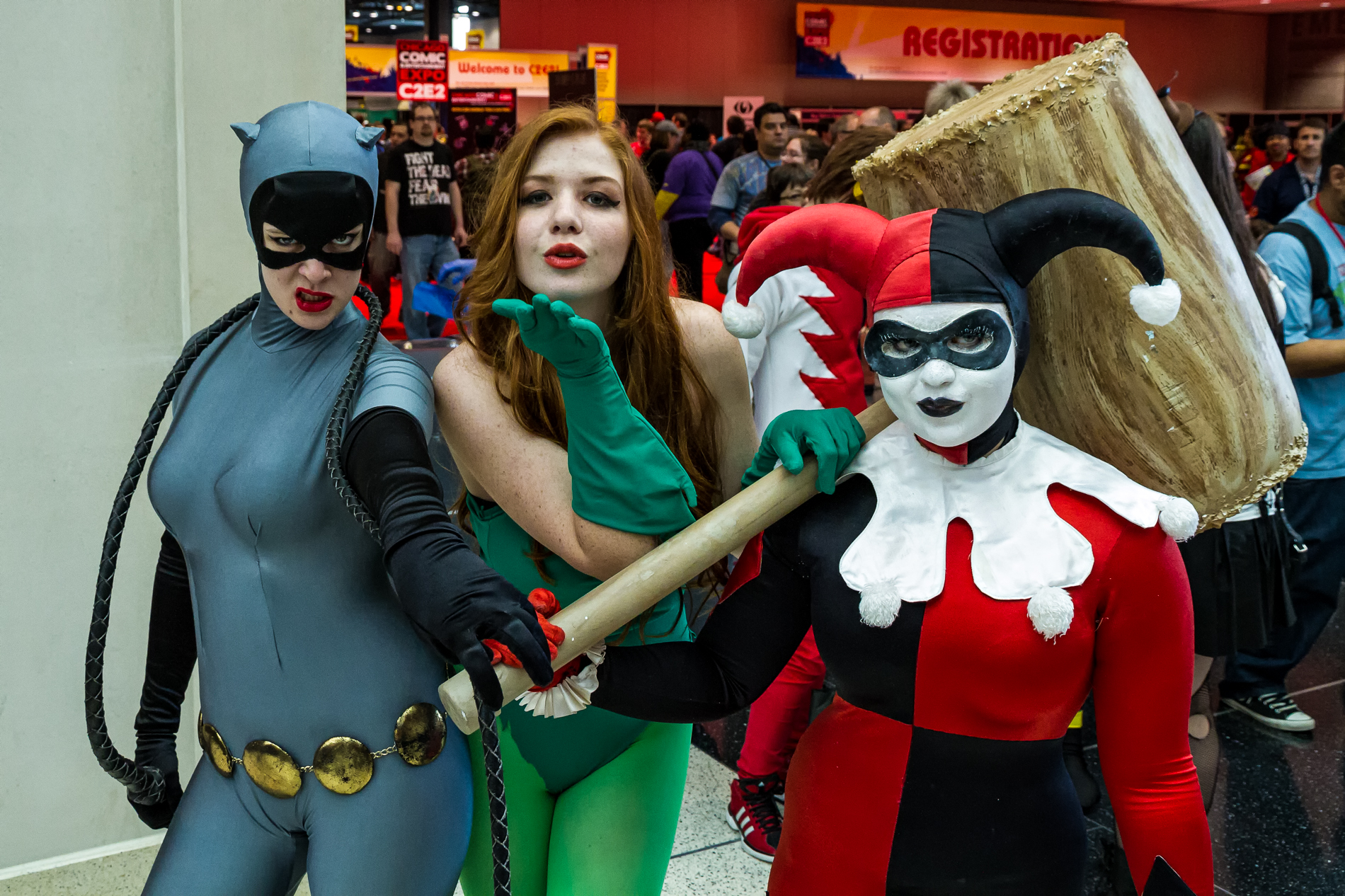
Cosplayer di Catwoman (sinistra), Poison Ivy (centro) e Harley Quinn (destra) basati sulla serie animata del 1992

- Selina / Catwoman, appare nel DC Animated Universe (DCAU).
  - La versione animata più nota del personaggio è in Batman (1992-1995). Qui Selina Kyle ha i capelli biondi e gli occhi verdi, come quella interpretata da Michelle Pfeiffer nel film Batman - Il ritorno che uscì nello stesso anno. Il suo costume è una tutina grigia. A prestarle la voce in lingua originale è Adrienne Barbeau, mentre in italiano Marina Thovez. Inizialmente un'antieroina che fa la civettuola con il Cavaliere Oscuro, finisce con il diventare una momentanea alleata di Batman, per poi tornare sulla strada del crimine.
  - Appare anche in Batman - Cavaliere della notte (1997-1999), seguito della serie originale. L'aspetto e il look del personaggio cambiano moltissimo: i lunghi capelli biondi paiono essere stati tagliati cortissimi e tinti di un nero corvino (in un'intervista fu però rivelato che prima erano tinti di biondi e che da neri sono al naturale) e il colore della pelle appare più pallido, mentre il costume da gatta diventa interamente nero. È sempre doppiata in inglese dalla Barbeau e in italiano dalla Thovez. Selina è ancora una criminale, per quanto nel suo primo episodio tenti di ingannare Nightwing nel fargli credere di essere tornata sulla semi-retta via, per poi fuggire dal paese con i suoi bottini nel suo ultimo episodio.
    - Un corto privo di dialoghi dal titolo "Chase me", ambientato al tempo della sopracitata serie animata, vede Bruce annoiato ad una festa, sognare di incappare in Catwoman, inseguirla nei panni di Batman e di catturarla con un bacio.

  - Selina compie la sua ultima apparizione in Batman of the Future tra le foto delle fiamme di Bruce, sempre nel suo rinnovato design di Cavaliere della notte. Selina è anche citata nell'episodio "Carte da gioco e insidie", quando Bruce racconta al nuovo Batman di come comprende la sua confusa relazione con Dieci (considerata dai fan come una sua spirituale succeditrice).
    - Fu però presa in considerazione l'idea di fare dell'anziana Selina l'antagonista di un secondo film della serie, ma il progetto fu scartato e più tardi rispolverato nell'episodio di Justice League Unlimited "Epilogo". Selina si sarebbe scoperta essere la mente dietro la nascita di Terry McGinnis (ruolo poi dato ad Amanda Waller nella versione finale) e di un secondo clone malvagio del nuovo Batman.
- In The Batman (2004-2008) Selina ha ancora i capelli neri, ma gli occhi sono blu e sembra essere di etnia caucasica. Il suo costume subisce alcuni cambiamenti, come le orecchie da gatto molto più voluminose e l'aggiunta di occhialini per la visione notturna sopra la maschera. Gli episodi la stabiliscono come impegnata in una raccolta fondi di beneficenza nella sua identità di Selina Kyle. Poiché la maggior parte delle sue apparizioni rimanenti si concentrano sulle sue attività solo come Catwoman, non viene mai fornita un'origine per il personaggio. In originale è doppiata da Gina Gershon, mentre in italiano da Maddalena Vadacca.
- In Batman: The Brave and the Bold (2008-2011) Catwoman è disegnata con i capelli blu-neri, mentre il costume è viola e il mantello è verde. In originale è doppiata da Nika Futterman.
- Catwoman compare come cameo in LEGO Batman - Il film (2017).
- Selina Kyle compare anche nel lungometraggio animato Batman contro Jack lo squartatore (2018).
- Catwoman compare come protagonista femminile nel film d'animazione del DC Animated Movie Universe Batman: Hush (2019).
- Catwoman è la protagonista del film d'animazione Catwoman: Braccata (2022).
- Catwoman è apparsa anche nella serie animata Batwheels (2022-TBA)

### Cinema

#### Batman - Il film(1966)
Nel film del 1966, tratto dalla serie televisiva omonima, Catwoman (chiamata nel doppiaggio italiano Donna Gatto) è interpretata da Lee Ann Meriwether e il suo alter ego si chiama Miss Kitka Karensha (nome completo Kitanya "Kitka" Irenya Tantanya Karenska Alisoff). Come nella serie televisiva, a differenza dei fumetti dov’è un antieroina, è la supercriminale più ricercata di Gotham, nemica di Batman e Robin e complice del Pinguino, Enigmista e Joker nel rapimento dei rappresentanti del Consiglio di Sicurezza Internazionale per ricattare il mondo.

#### Batman - Il ritorno(1992)

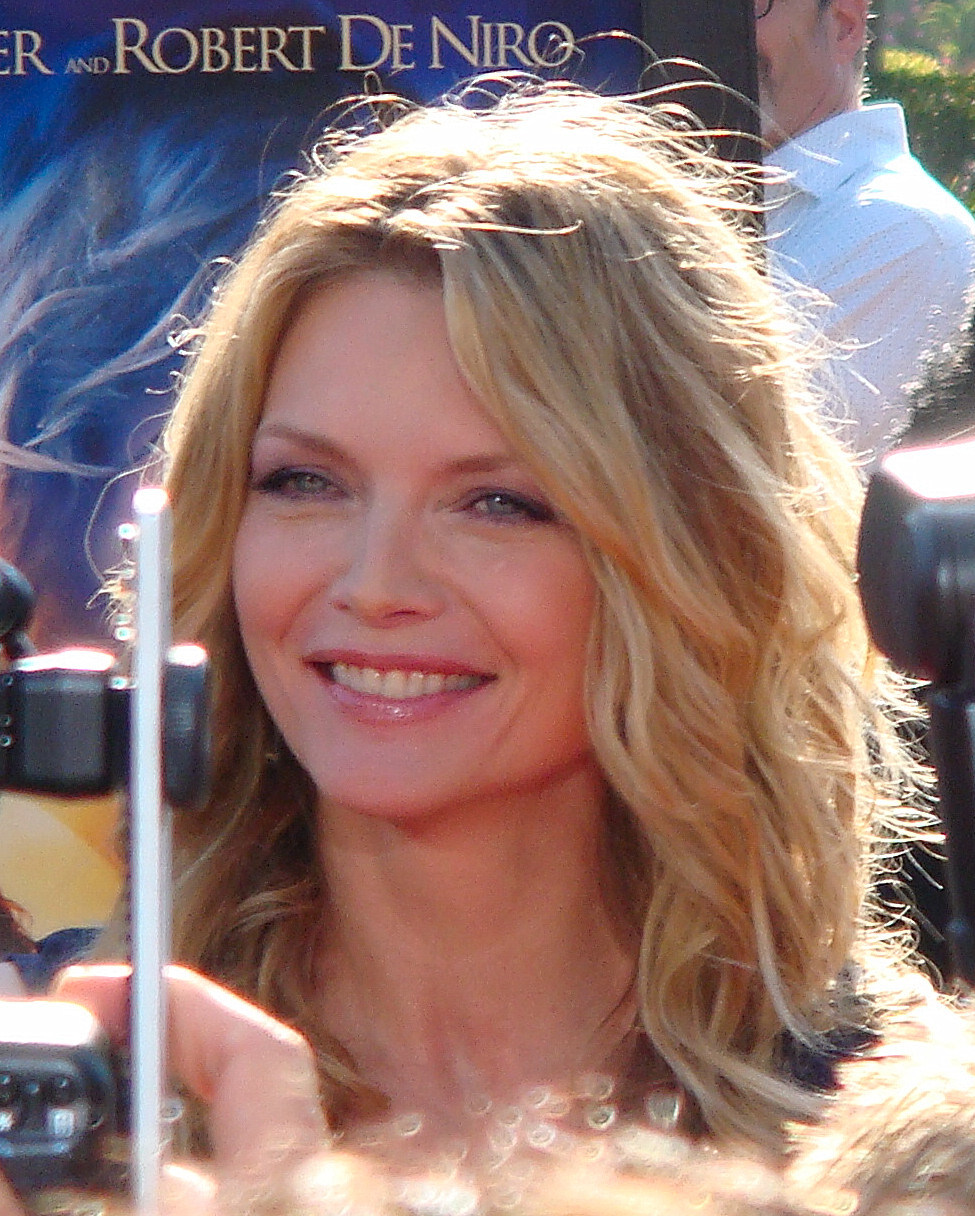
Michelle Pfeiffer, interprete di Catwoman nel film Batman - Il ritorno

Catwoman venne interpretata da Michelle Pfeiffer come antieroica protagonista femminile nel film Batman - Il ritorno (1992), diretto da Tim Burton. Rielaborato per il film da Daniel Waters e Burton stesso, il personaggio di Selina Kyle è rappresentato come una donna sola, infelice e frustrata, spinta al vigilantismo dal proprio capo, Max Shreck, che aveva tentato di ucciderla per coprire il suo piano di costruire una centrale elettrica per rubare l'energia elettrica di Gotham.
Misteriosamente resuscitata da un branco di gatti dopo che Shreck l'aveva buttata giù da una finestra, Selina Kyle si trasforma in un'affascinante Catwoman vestita di lattice nero. Poco tempo dopo il suo cambiamento, unisce le proprie forze a quelle del Pinguino (Danny DeVito), poiché Cobblepot si fingeva un emarginato incompreso per diventare sindaco. L'alleanza finisce quando quest'ultimo la tradisce e rivela la sua vera natura. Agendo anch'essa come una vigilante mascherata, Catwoman si rispecchia in Batman, e circa nello stesso periodo, come Selina, si innamora e comincia una relazione con Bruce Wayne. Alla fine del film, dopo il combattimento finale contro Shreck, Catwoman rimane coinvolta in una esplosione, e apparentemente muore. Però Batman non trova il suo cadavere (infatti afferma prima dello scontro che le rimarrà ancora una vita). La si vede nel finale, mentre di spalle osserva il Bat-Segnale nel cielo.

#### Catwoman(2004)

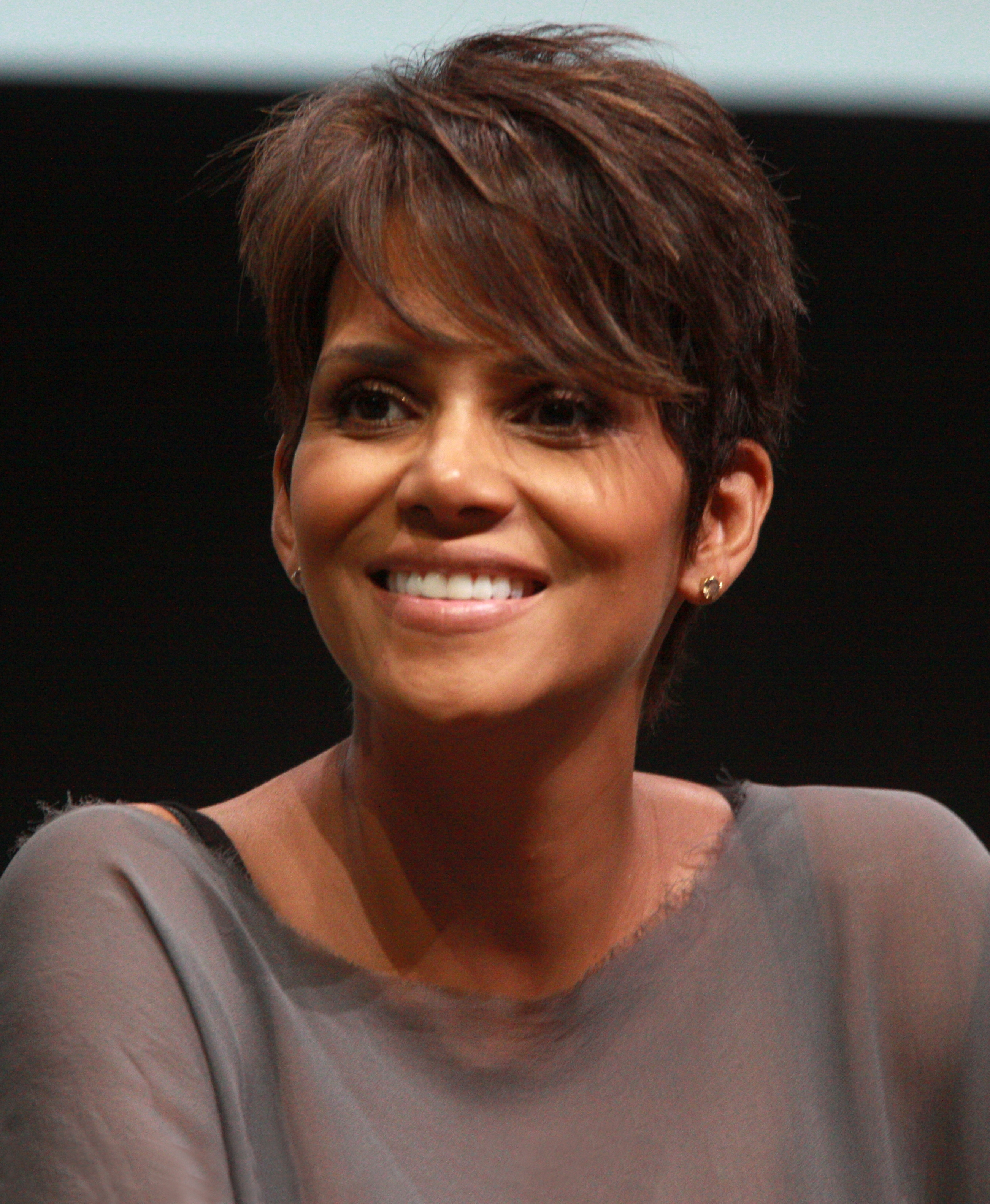
Halle Berry, interprete di Catwoman nell'omonimo film

Nel 2004 uscì il film Catwoman, con Halle Berry nei panni dell'omonima protagonista. Il film si discosta molto dal fumetto. Berry interpreta Patience Phillips, una disegnatrice timida e sensibile che, dopo aver scoperto il terribile segreto di una crema di bellezza, viene uccisa e resuscitata come Catwoman. Patience ottiene il potere dalla dea egizia Bastet attraverso dei gatti di proprietà di una egiziana e diventa più combattiva, affascinante e sicura di sé. Nel film si allude alle precedenti incarnazioni cinematografiche di Catwoman, in particolare in una scena nella quale Patience si trova davanti ad una serie di immagini di precedenti Catwoman, inclusa la Michelle Pfeiffer di Batman Returns. La sceneggiatura del film non ha niente a che fare né con Batman né con Gotham City.
Fu un fiasco al botteghino e venne stroncato sia dalla critica che dai fan del fumetto, venendo considerato uno dei peggiori film mai realizzati. Vinse sei Razzie Awards per il Peggior film, Peggior attrice protagonista, Peggior regista e Peggior sceneggiatura.

#### Il cavaliere oscuro - Il ritorno(2012)

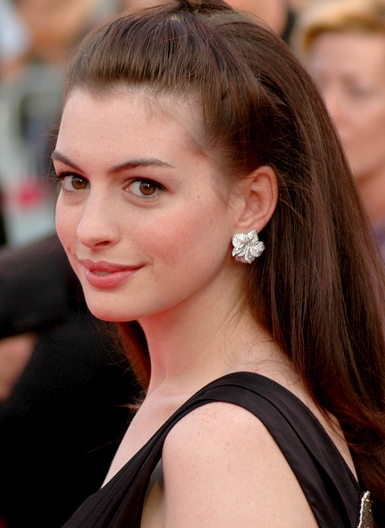
Anne Hathaway, interprete di Catwoman nel film Il cavaliere oscuro - Il ritorno

L'attrice Anne Hathaway interpreta il ruolo di Catwoman nel film Il cavaliere oscuro - Il ritorno (2012), terzo e ultimo capitolo della Trilogia del cavaliere oscuro di Christopher Nolan. È raffigurata come un'antieroina e femme fatale le cui azioni spesso confondono i confini etici, in modo simile alla sua rappresentazione nei fumetti.
Nel film, Selina Kyle viene assunta dal corrotto uomo d'affari John Daggett per rubare le impronte digitali di Bruce Wayne, e in cambio Daggett le promette di cancellare la sua fedina penale con un programma per computer "Lo Smacchiatore", durante il quale incontra Bruce e stabilisce una relazione giocosa e provocatoria con lui. Ruba anche la collana di perle appartenuta alla defunta madre di Bruce. Successivamente Bane usa le impronte di Wayne per attaccare la borsa di Gotham City e mandare in bancarotta Bruce con false transazioni azionarie. Dopo che Daggett l'ha tradita, Selina conduce Batman nella trappola di Bane senza rendersi conto che Batman e Bruce sono la stessa persona, per poi assistere al duello che finisce con Wayne sconfitto dal feroce Bane. Tenta di fuggire da Gotham, temendo che il gruppo terroristico di Bane alla fine la ucciderà. John Blake la arresta per rapimento e la porta in una prigione maschile, il penitenziario di Blackgate, in attesa del processo. Successivamente fugge quando Bane prende il controllo di Gotham e libera i detenuti dalla prigione. Quando Batman torna a Gotham e le offre "Lo Smacchiatore", aiuta il Cavaliere Oscuro per liberare Gotham City dal caos di Bane. Con l'aiuto di Selina, Batman salva Lucius Fox. Usando il Batpod, Selina distrugge il muro di detriti che bloccano il tunnel che porta fuori da Gotham. Durante la battaglia, Selina uccide Bane con i cannoni del Batpod e aiuta Batman a distruggere il convoglio di Talia al Ghul. Alla fine del film, Bruce lascia il mantello di Batman e inizia una relazione con Selina. Nel film non viene mai citata come Catwoman, ma solamente come Selina Kyle, anche se i media si riferiscono a lei come a una cat burglar, ossia una ladra d'appartamento capace di saltare sui tetti come un gatto.  L'enfasi è posta sulla sua professione di "gatta" ladra nei titoli mostrati nel film; inoltre, i suoi occhiali a infrarossi assomigliano alle orecchie di gatto quando non vengono utilizzati.
Anne Hathaway ha vinto il Saturn Award per la miglior attrice non protagonista nel 2013 per la sua interpretazione del personaggio.

#### The Batman(2022)

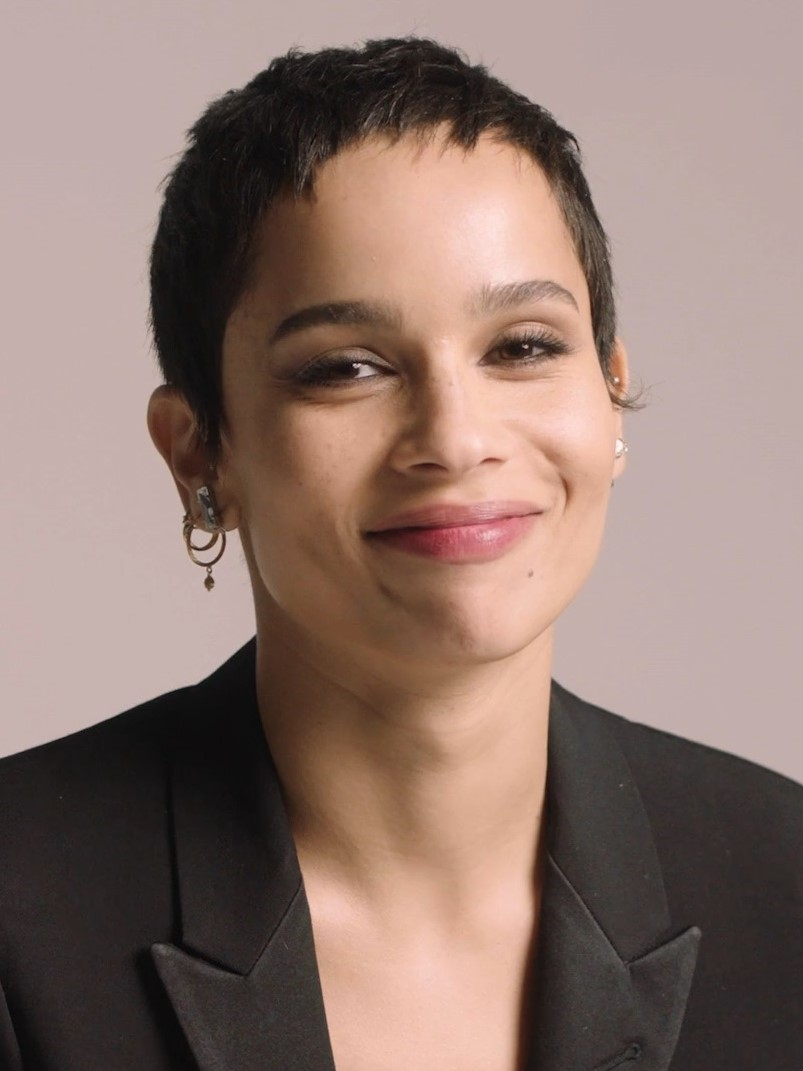
Zoë Kravitz, interprete di Catwoman nel film The Batman

Catwoman appare come protagonista femminile nel film The Batman del 2022, interpretata da Zoë Kravitz (la stessa attrice che per la prima volta ha doppiato il personaggio in lingua originale nel film d'animazione LEGO Batman - Il film).

### Televisione
- Julie Newmar interpretò il personaggio nella serie televisiva Batman (1966-1968). L'attrice e la sua Catwoman saranno riprese da Julia Rose nel film per la TV Supereroi per caso: Le disavventure di Batman e Robin (2003), che rievoca i fasti del celebre telefilm. Nella terza stagione del telefilm, fu interpretata da Eartha Kitt.
- Nel 2002 il personaggio compare all'inizio dell'episodio pilota della serie televisiva Birds of Prey, dove Selina Kyle (interpretata da Maggie Bard) viene uccisa sotto gli occhi della figlia Helena. Il costume indossato dall'attrice è ispirato a quello indossato dieci anni prima da Michelle Pfeiffer in Batman - Il ritorno.

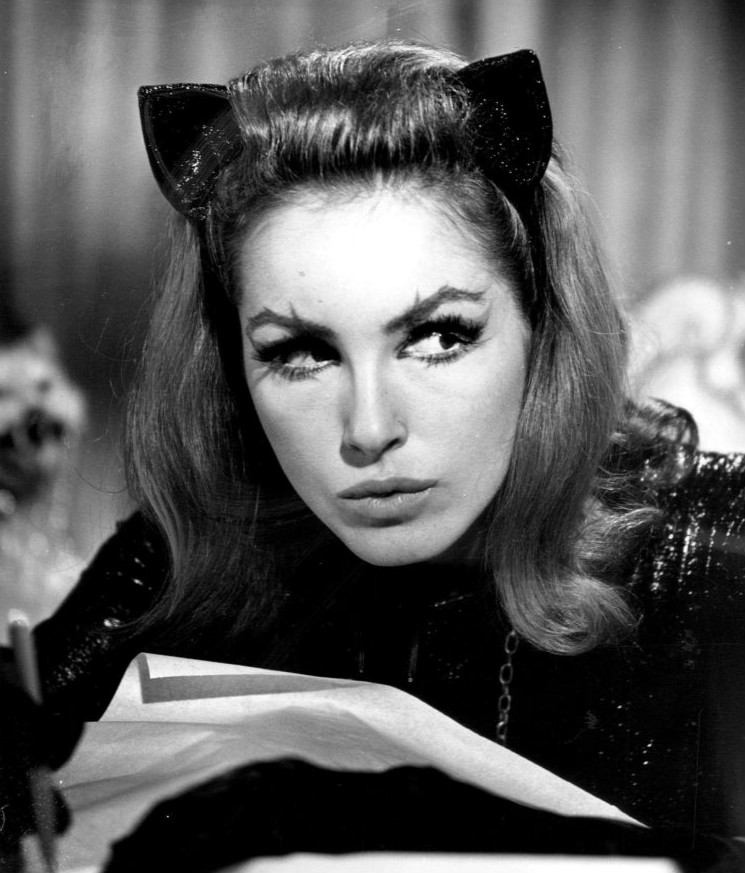
Julie Newmar, interprete di Catwoman nella serie televisiva Batman degli anni sessanta

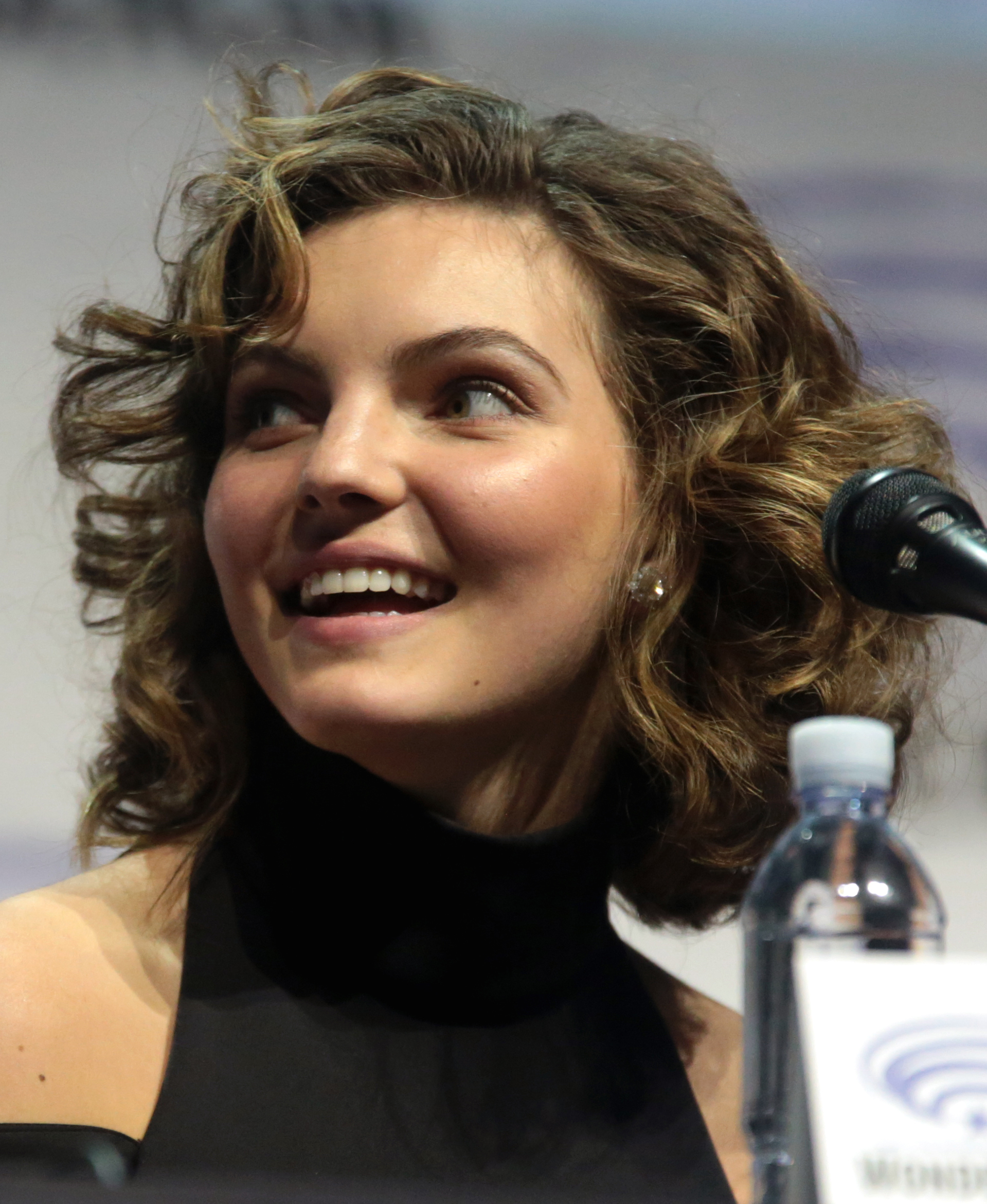
Camren Bicondova, interprete di Selina Kyle nella serie televisiva Gotham

- Selina Kyle è tra i protagonisti della serie televisiva Gotham (2014-2019), interpretata dalla giovane Camren Bicondova. In questa versione è una ragazza senzatetto che vive di furti; ha spesso comportamenti ambigui, passando da una fazione all'altra a seconda del profitto che potrebbe ottenere. Tuttavia, col passare del tempo, mostra sempre più fedeltà alle persone che le sono veramente amiche, come il giovane Bruce Wayne.

### Videogiochi
Catwoman appare nei seguenti videogiochi:
- Batman Returns, sviluppato da Dentons, Spirit of Discovery, Aspect Co., Ltd., Acme Interactive e Malibu Interactive (1993)
- Batman: The Animated Series, sviluppato da Konami (1993)
- The Adventures of Batman & Robin, sviluppato da Konami, Clockwork Tortoise e Novotrade (1994)
- Batman: Gotham City Racer, sviluppato da Sinister Games (2001)
- Catwoman, sviluppato da Argonaut Games (2004) (ispirato alla Catwoman del film)
- LEGO Batman: Il videogioco, sviluppato da Traveller's Tales (2008)
- Mortal Kombat vs DC Universe, sviluppato da Midway Amusement Games e Warner Bros. Interactive Entertainment (2008)
- Batman: The Brave and the Bold, sviluppato da WayForward Technologies (2010)
- DC Universe Online, sviluppato da Sony Online Austin (2011)
- Batman: Arkham City, sviluppato da Rocksteady Studios (2011)
- LEGO Batman 2: DC Super Heroes, sviluppato da Traveller's Tales (2012)
- Il cavaliere oscuro - Il ritorno, sviluppato da Gameloft (2012)
- Injustice: Gods Among Us, sviluppato da NetherRealm Studios (2013)
- Batman: Arkham Origins Blackgate, sviluppato da Armature Studio (2013)
- LEGO Batman 3: Gotham e oltre, sviluppato da Traveller's Tales e Feral Interactive (2014)
- Batman: Arkham Knight, sviluppato da Rocksteady Studios (2015)
- Batman: The Telltale Series, sviluppato da Telltale Games (2016)
- Injustice 2, sviluppato da NetherRealm Studios (2017)
- Batman: The Enemy Within, sviluppato da Telltale Games (2017-2018)